# Перфокарта
Перфока́рта (перфорационная карта, перфорированная карта, от лат. perforo — пробиваю и лат. charta — лист из папируса; бумага) — носитель информации из тонкого картона, представляет информацию наличием или отсутствием отверстий в определённых позициях карты. Наиболее широко перфокарты применялись во второй половине XX века для ввода и хранения данных в системах автоматизированной обработки информации. В настоящее время, как и перфолента, практически вытеснены более компактными, быстрыми и удобными полупроводниковыми, магнитными и оптическими носителями.

## История
Перфокарты впервые начали применяться в 1804 году в Жаккардовых ткацких станках для управления узорами на тканях. В информатике перфокарты впервые были применены в «интеллектуальных машинах» коллежского советника С. Н. Корсакова в 1832 году, механических устройствах для информационного поиска и классификации записей, а также в проекте «аналитической машины» Бэббиджа. В конце XIX века началось использование перфокарт для обработки результатов переписей населения в США (см. табулятор Холлерита).
Существовало много разных форматов перфокарт; наиболее распространённым был «формат IBM», введённый в 1928 году — 12 строк и 80 колонок, размер карты 7⅜ × 3¼ дюйма (187,325 × 82,55 мм), толщина карты 0,007 дюйма (0,178 мм). Первоначально углы были острые, а с 1964 года — скруглённые (впрочем, в СССР и позже использовали карты с нескруглёнными углами).
По приблизительным подсчётам, гигабайт информации, представленной в виде перфокарт, имел бы массу примерно 22 тонны.
Поддержка использования данного носителя информации вызвала появление индустрии по производству широкого класса специализированного оборудования — устройств подготовки, ввода и вывода данных, раскладочно-подборочных, расшифровочных и других машин.

## Применение в компьютерной технике
Бухгалтерские машины (табуляторы) и позднее компьютеры первого поколения, в 1920-х—1950-х годах, использовали перфокарты в качестве основного носителя при хранении и обработке данных. Затем, в течение 1970-х — начале 1980-х годов, они использовались только для хранения данных и постепенно были замещены магнитными лентами. В настоящее время перфокарты не используются нигде, кроме устаревших систем, однако оставили свой след в компьютерной технике: в текстовых терминалах длина строки 80 символов долгое время была стандартом де-факто, откуда она перешла в текстовые режимы некоторых персональных компьютеров.
Главным преимуществом перфокарт было удобство манипуляции данными — в любом месте колоды можно было добавить карты, удалить, заменить одни карты другими (то есть фактически выполнять многие функции, позже реализованные в интерактивных текстовых редакторах).
В 2011 году в США всё ещё существовала компания Cardamation, поставлявшая перфокарты и устройства для работы с перфокартами. Об использовании перфокарт в современных организациях сообщалось в 1999 и 2012 годах.

## Двоичный и текстовый режим
При работе с перфокартами в двоичном режиме перфокарта рассматривается как двумерный битовый массив; допустимы любые комбинации пробивок. Например, в системах IBM 701 машинное слово состояло из 36 бит; при записи данных на перфокарты в одной строке пробивок записывалось 2 машинных слова (последние 8 колонок не использовались), всего на одну перфокарту можно было записать 24 машинных слова.
При работе с перфокартами в текстовом режиме каждая колонка обозначает один символ; таким образом, одна перфокарта представляет строку из 80 символов. Допускаются лишь некоторые комбинации пробивок. Наиболее просто кодируются цифры — одной пробивкой в позиции, обозначенной данной цифрой. Буквы и другие символы кодируются несколькими пробивками в одной колонке. Отсутствие пробивок в колонке означает пробел (в отличие от перфоленты, где отсутствие пробивок означает пустой символ, NUL). В системе IBM/360 были определены комбинации пробивок для всех 256 значений байта (например, пустой символ NUL обозначался комбинацией 12-0-1-8-9), так что фактически в текстовом режиме можно было записывать и любые двоичные данные.
Для упрощения работы с текстовыми данными, часто на верхнем крае перфокарты также проставлялись те же символы в обычном, понятным человеку, виде.

## Пример кода
```
     ________________________________________________________________
    /&-0123456789ABCDEFGHIJKLMNOPQR/STUVWXYZ:#@'="[.<(+|]$*);^\,%_>?
12 / X           XXXXXXXXX                        XXXXXX
11|   X                   XXXXXXXXX                     XXXXXX
 0|    X                           XXXXXXXXX                  XXXXXX
 1|     X        X        X        X
 2|      X        X        X        X       X     X     X     X
 3|       X        X        X        X       X     X     X     X
 4|        X        X        X        X       X     X     X     X
 5|         X        X        X        X       X     X     X     X
 6|          X        X        X        X       X     X     X     X
 7|           X        X        X        X       X     X     X     X
 8|            X        X        X        X XXXXXXXXXXXXXXXXXXXXXXXX
 9|             X        X        X        X
  |__________________________________________________________________

```

Следует заметить, что везде одинаково кодировались только цифры и латинские буквы; в кодировании остальных символов существовали большие различия.